# Valeriu Bularca
Valeriu Bularca (ur. 14 lutego 1931 w Întorsura Buzăului, zm. 7 lutego 2017 w Braszowie) – rumuński zapaśnik walczący w stylu klasycznym. Dwukrotny olimpijczyk. Srebrny medalista z Tokio 1964; zajął piętnaste miejsce w Rzymie 1960. Walczył w kategorii 70 – 73 kg.
Złoty medalista mistrzostw świata w 1961 i brązowy w 1958 roku.